# Shona Robison
Shona McRory Robison (Redcar, 26 maggio 1966) è una politica scozzese, attuale Vice Primo Ministro della Scozia nel governo Yousaf e Segretario di Gabinetto per l'Economia. Dal 2021 al 2023 era stata Segretaria di Gabinetto per la Giustizia sociale e il Governo locale nel governo Sturgeon III. Membro del Partito Nazionale Scozzese (SNP) per Dundee City East dal 2003 e per la regione della Scozia nord-orientale dal 1999 al 2003. È stata una componente attiva dell'ala giovanile dell'SNP e ha lavorato nel dipartimento per il lavoro sociale del consiglio comunale di Glasgow, fino alla sua elezione al parlamento scozzese.
Già Segretaria per la Giustizia sociale e il Governo locale nel 2014 con Alex Salmond e Segretaria di Gabinetto per la Salute e lo Sport fino al 2018 con Nicola Sturgeon, si dimise per tornare alla politica di secondo piano, impegnandosi nei comitati di giustizia e salute. Nel 2021, Robison è tornata al governo come Segretaria di Gabinetto per la Giustizia sociale, confermata poi nel 2023.

## Biografia
Shona McRory Robison è nata nel maggio 1966 a Redcar, in Inghilterra. Robison ha frequentato l'Accademia Alva nel Clackmannanshire e ha conseguito un Master of Arts in Social Science presso l'Università di Glasgow nel 1989. L'anno successivo, ha conseguito un Postgraduate Cert in Community Education presso il Jordanhill College. 
Robison era un membro attivo dell'ala giovanile del Partito nazionale scozzese, dove ha incontrato politici del calibro di Nicola Sturgeon e Fiona Hyslop. Prima di essere eletta al parlamento scozzese, ha lavorato nel dipartimento del lavoro sociale del consiglio comunale di Glasgow.

## Membro del Parlamento scozzese

### Opposizione
Robison ha partecipato alla prima elezione al parlamento scozzese per il collegio elettorale di Dundee East. Sebbene non abbia avuto successo, essendo arrivata seconda dietro a John McAllion dei laburisti scozzesi, è stata eletta come membro aggiuntivo per la regione della Scozia nord-orientale. Nel suo primo mandato è stata membro della Commissione Sanità e Assistenza Comunitaria ed è stata Vice Convenor della Commissione Pari Opportunità.
Nelle elezioni del parlamento scozzese del 2003, Robison ha sconfitto McAllion per soli 100 voti a Dundee East. È stata ministro ombra per la Salute e la Giustizia sociale nei banchi dell'opposizione del SNP. Robison era membro del comitato sanitario.